# Супербоул XXVII
Супербоул XXVII (англ. Super Bowl XXVII) — 27 игра Супербоула. Решающая игра сезона НФЛ. Ежегодное противостояние Американской Футбольной Конференции (АФК) и Национальной Футбольной Конференции (НФК). В матче играли Баффало Биллс от АФК и Даллас Ковбойз от НФК. Даллас уверенно победил 52-17. Для Баффало это было третье поражение подряд в Супербоуле.

## Трансляция
В США игру транслировал NBC. Сначала Супербоул должны были транслировать CBS, но они отдали трансляцию для того, чтобы транслировать Олимпийские игры 1992 года. Стоимость 30-секундной рекламы была 850 тысяч долларов США. Матч транслировался в 125 странах мира.

## Ход матча
ПЕРВАЯ ПОЛОВИНА
Ровно за десять минут до конца первой четверти Баффало оформит тачдаун. В конце четверти Даллас сделает тачдаун. Баффало допустит фамбл и мяч упадет на их 2-х ярдовую линию. Игрок Далласа подберет его для тачдауна и лидерства Далласа 14-7. Начало и середина второй четверти пройдут без очков, а за три минуты до перерыва Баффало забьет филд гол. Однако затем два тачдауна от Далласа (на 19 и 18 ярдов) сделают счет к перерыву 28-10.
ВТОРАЯ ПОЛОВИНА
В третьей четверти сначала Даллас забьет филд гол, а затем, в конце, 40-ярдовый тачдаун сделают «Биллс». Четвёртая четверть станет решающей. За десять минут до окончания матча, 4-ярдовый тачдаун оформляет «Ковбойз», затем (через 2 минуты) 10-ярдовый тачдаун Далласа делает счет 45-17. А за семь минут подбор фамбла в тачдаун игроком Баффало сделает счет 52-17. Игра стала одной из самых результативных (для одной команды) не только в истории Супербоула, но и в плей-офф в целом.
Супербоул XXVII: Даллас Ковбойз 52, Баффало Биллс 17
|               | 1  | 2  | 3 | 4  | Всего |
| ------------- | -- | -- | - | -- | ----- |
| Биллс (АФК)   | 7  | 3  | 7 | 0  | 17    |
| Ковбойз (НФК) | 14 | 14 | 3 | 21 | 52    |

Роуз Боул , Пасадена, Калифорния
- Дата : 31 января 1993 г.
- Время игры : 3:25 вечера по тихоокеанскому времени
- Погода в игре : 16 ° C (61° F), солнечно

BUF-Баффало, DAL-Даллас, ЭП-Экстрапоинт
■ Первая четверть:
- 10:00-BUF-2-ярдовый тачдаун+ЭП, Баффало повел 7-0
- 1:36-DAL-23-ярдовый тачдаун+ЭП, Даллас повел 7-3
- 1:21-DAL-подбор фамбла для 2-ярдового тачдауна+ЭП, Даллас ведет 14-3

■ Вторая четверть:
- 3:24-BUF-21-ярдовый филд гол, Даллас ведет 14-10
- 1:54-DAL-19-ярдовый тачдаун+ЭП, Даллас ведет 21-10
- 1:36-DAL-18-ярдовый тачдаун+ЭП, Даллас ведет 28-10

■ Третья четверть:
- 8:21-DAL-20-ярдовый филд гол, Даллас ведет 31-10
- 0:00-BUF-40-ярдовый тачдаун+ЭП, Даллас ведет 31-17

■ Четвёртая четверть:
- 10:04-DAL-45-ярдовый тачдаун+ЭП, Даллас ведет 38-17
- 8:12-DAL-10-ярдовый тачдаун+ЭП, Даллас ведет 45-17
- 7:31-DAL-подбор фамбла для 9-ярдового тачдауна+ЭП, Даллас ведет 52-17